# Oporowo (Szamotuły)
Pour les articles homonymes, voir Oporowo.
Oporowo (prononciation : [ɔpɔˈrɔvɔ]) est un village polonais de la gmina d'Ostroróg dans le powiat de Szamotuły de la voïvodie de Grande-Pologne dans le centre-ouest de la Pologne.
Il se situe à environ 8 kilomètres au nord-ouest d'Ostroróg (siège de la gmina), 16 kilomètres au nord-ouest de Szamotuły (siège du powiat), et à 48 kilomètres au nord-ouest de Poznań (capitale de la Grande-Pologne).

## Histoire
De 1975 à 1998, le village faisait partie du territoire de la voïvodie de Poznań.

Depuis 1999, Oporowo est situé dans la voïvodie de Grande-Pologne.